# Harrström
Harrström är en ort i Korsnäs kommun i landskapet Österbotten i Finland. Harrström utgjorde en tätort fram till tätortsavgränsningen 2020.
Vid tätortsavgränsningen den 31 december 2019 hade Harrström 209 invånare och omfattade en landareal av 1,81 kvadratkilometer. Året därefter hade området färre än 200 invånare och Harrström klassificerades inte längre som tätort.
Orten ligger på den finlandssvenska västkusten, cirka 47 kilometer sydväst om Vasa. Byn präglas av närheten till havet, med en stor naturhamn som tidigare utnyttjades flitigt av byns fiskare. Stora delar av byn och dess omgivning består av vackert natur- och kulturlandskap som är nationellt skyddat.